# Titi DJ
Titi Dwijayanti (Yakarta, 27 de mayo de 1966), conocida artísticamente como Titi DJ, es una cantante indonesia de género pop, también juez del concurso de canto Indonesia Idol. Ella empezó a cantar en un programa de televisión en público cuando era una adolescente, con la esperanza de que una empresa en previo le aviso para darle la oportunidad para ejercer su talento. A los 17 años en 1983, representa a Indonesia en el Miss Mundo que entra en competencia, pero no fue finalista. También como bailarina, ella realiza un show en una empresa conocida como Guruh Soekarnoputra 's Swara Mahardhikka compañía. Además ella interpretó con seguridad con una voz compiada para el cantante fallecido, Chrisye y que apareció en algunas películas a principios de su carrera. Lanzó su primer álbum como solista en 1984, titulada Imajinasi. Su carrera floreció en la década de 1990, con el hit singles "Bintang Bintang - "(" Estrellas ")," Ekspresi "(" Expresión ") y" Salahkah Aku "(" ¿Estoy equivocada? "). Actualmente, es una de las tres divas de Indonesia, que formó un grupo llamado Krisdayanti y Ruth Sahanaya, conocida como la Diva 3. En su vida personal ella estuvo casada con el actor Bucek Depp, con quien tiene tres hijos y más adelante con un maestro de América Andy Dougherty, con quien tiene un hijo. Ella también tuvo anterioriormente un período de seis años con uno de sus colaboradores musicales , Indra Lesmana. 

## Discografía
- 1984 Imajinasi (Featuring hits: Di Mana & Kekasihku)
- 1986 Yang Pertama Yang Bahagia (Featuring hit song: Kapankah kau Kembali)
- 1988 Ekspresi (Featuring hit song Ekspresi)
- 1989 Titi Dj 1989 (Featuring Hits: Kita Masih Muda, Wajah & Amor)
- 1990 Dunia Boleh Tertawa (Featuring hit song Dunia Boleh Tertawa)
- 1992 Take Me Heaven (Featuring hits: Keresahanku, Cerita Cinta & Malisa)
- 1994 Bintang-Bintang (Featuring hits: Bintang-Bintang & Sinar Matamu)
- 1996 Kuingin (Featuring hit song Kuingin)
- 1999 Bahasa Kalbu (Featuring hits: Bahasa kalbu & Takkan Ada Cinta Yang Lain)
- 2001 Menyanyikan Kembali (A collection of remixed hits featuring new hit song: Sang Dewi)
- 2004 Immaculate Collection (Greatest Hits spanning her entire hits)
- 2005 Senyuman (Featuring hits: Hanya Cinta Yang Bisa (with Agnes Mónica), Matamu & Penyesalan)
- 2006 Melayani Hatimu (Featuring hits: Separuh Hidupku, Sempat Melayani Hatimu & Stephanie)
- 2007 The Best Of (Featuring new hits: Galau & Engkau Laksana Bulan)

- Datos: Q4251025
- Multimedia: Titi Dwi Jayanti / Q4251025